# Мондело, Лукас
Лукас Мондело Гарсия (исп. Lucas Mondelo García; род. 28 июля 1967, Оспиталет) — испанский баскетбольный тренер.

## Тренерская карьера
В начале своей тренерской карьеры Лукас тренировал различные клубы испанской лиги Второго дивизиона. В сезоне 2006/07 вывел команду «Oлеса» в Первый дивизион. Уже в испанском Первом дивизионе «Oлеса» показывала хороший результат и дошла до полуфинала национального Кубка. В сезоне 2010/2011 стал главным тренером Испанской "Авениды". Тренер оправдал предоставленное ему доверие и уже в дебютный год на посту тренера завоевал Суперкубок Испании, выиграл золото Первого дивизиона испанской лиги и Евролиги. За два сезона в Авениде Лукас Мондело выиграл 7 различных титулов.
В сезоне 2012/2013, Мондело стал главным тренером в Китайском клубе «Шаньси», который недавно вышел в Первый дивизион национального чемпионата. С этой командой тренер достиг удивительных результатов, в первом же сезоне клуб выиграл чемпионат.
В мае 2016 года подписал контракт с Динамо (Курск). 22 сентября 2016 года завоевал первый трофей с новой командой, выиграв Кубок губернатора Курской области .
16 апреля 2017 года после победы в женской Евролиге было объявлено, что Мондело будет тренировать курский клуб в следующем сезоне. 

### Сборная Испании
В 2013 году Мондело взял золото с национальной сборной Испании на Евробаскете во Франции. В 2014 году на чемпионате мира в Турции взял серебряные медали. В 2015 году завоевал бронзовые медали на Евробаскете в Венгрии. Летом 2016 года сборная Испании отобралась на летние Олимпийские игры в Бразилии, где завоевала серебряные медали во главе с Лукасом Мондело.

## Достижения
- Чемпион Евролиги (2011, 2017)
- Чемпион Испанской лиги (2011)
- Чемпион Суперкубка Испании (2012)
- Чемпион Суперкубка Европы (2012)
- Чемпион кубка Испании (2013)
- Чемпион Китайской лиги (2013, 2014, 2015)
- Золото чемпионата Европы (2013)
- Серебряный призёр Олимпийских игр (2016)
- Серебряный призёр чемпионата мира (2014)
- Бронзовый призёр чемпионата Европы (2015)
- Обладатель Кубка Губернатора (2016)
- Серебряный призёр чемпионата России: (2017)
- Серебряный призёр Кубка России (2016/2017)